# (466848) 2015 BY280
(466848) 2015 BY280 es un asteroide perteneciente al cinturón de asteroides, descubierto el 17 de febrero de 2010 por el equipo Spacewatch desde el Observatorio Nacional de Kitt Peak (Arizona, Estados Unidos).